# NGC 449
NGC 449 là một thiên hà xoắn ốc loại (R ') S? nằm trong chòm sao Song Ngư. Nó được phát hiện vào ngày 11 tháng 11 năm 1881 bởi Édouard Stephan. Nó được Dreyer mô tả là "rất mờ, rất nhỏ, tròn, rất ít ở giữa sáng hơn, ngôi sao rất mờ có liên quan." 